# Filip Vujanović
Filip Vujanović (Belgrado, 1 de setembro de 1954) é um político da República de Montenegro que serviu como presidente do seu país de 2004 a 2018.